# さぬき市立津田中学校
さぬき市立津田中学校（さぬきしりつ つだちゅうがっこう）は、香川県さぬき市津田町津田にあった公立中学校。

## 沿革
- 2002年4月1日 - 現校名に改称。
- 2015年4月1日 - さぬき市立さぬき南中学校に統合[1]。

## 校区
ガッコムのウェブページを参考（2015年3月現在）。
- さぬき市内の津田町津田・津田町鶴羽

## 教育目標
- 自ら学ぶ意欲と思いやりの心をもち、ともに生きる生徒の育成

## 部活動

### 運動部
- バスケットボール部
- 野球部
- サッカー部
- 剣道部
- バレーボール部
- ソフトテニス部
- 卓球部

### 文化部
- 総合文化部
- 音楽部

## 校区内の主な施設
- 道の駅津田の松原

## 主な学校行事
- 修学旅行
- 運動会

## 著名な出身者
- 堀河俊大（サッカー選手）